# Joseph Joffre
Joseph Jacques Césaire Joffre (ur. 12 stycznia 1852 w Rivesaltes, zm. 3 stycznia 1931 w Paryżu) – francuski dowódca wojskowy, szef Sztabu Generalnego, wiceprezydent Wyższej Rady Wojennej, generał dywizji (Général de Division), naczelny wódz armii francuskiej (1914–1916) w czasie I wojny światowej, marszałek Francji (1916).

## Życiorys
Syn drobnego handlarza winem. W 1869 roku podjął edukację na politechnice, ale wojna francusko-pruska mu ją przerwała. Wstąpił do wojska w stopniu oficera. Przydzielono go do pododdziału artylerii. Walczył w obronie Paryża. Po zakończeniu wojny zakończył kursy w Oficerskiej Szkole Inżynieryjnej Artylerii. Stopień oficerski otrzymał w 1872 roku i został skierowany do wojsk inżynieryjnych. Uczestniczył w pracach związanych z przebudową fortów Paryża. Za zasługi przy wykonywaniu tego zadania awansowany do stopnia kapitana w 1876 roku. 
Dziewięć lat później wziął udział w ekspedycji na Tajwan, po czym powierzono mu kierowanie pracami fortyfikacyjnymi w Tonkinie (północny Wietnam). W 1892 roku został oddelegowany do Sudanu, gdzie powierzono mu kierowanie pracami przy budowie kolei senegalsko-nigeryjskiej. Tutaj wyróżnił się organizując oprócz prac obronę budowanej linii od najazdów tubylców. Następnie służył na Madagaskarze, pod dowództwem gen. Josepha Gallieni, gdzie fortyfikował jeden z ważniejszych punktów oporu floty francuskiej Diego Suarez. W 1901 roku otrzymał awans na stopień generała brygady i został wyznaczony na stanowisko gubernatora wojskowego twierdzy Lille. Następnie służył na stanowiskach: dyrektor oddziału inżynieryjnego w Ministerstwie Wojny, dowódca dywizji, dowódca 2. Korpusu Armijnego. Od 1910 roku był członkiem Wyższej Rady Wojennej. Rok później objął stanowisko szefa Sztabu Generalnego, po gen. Augustinie Dubail, jednocześnie został wyznaczony na wiceprezydenta Wyższej Rady Wojennej.
Ze względu na dotychczasowy przebieg służby gen. Joffre nie był przygotowany pod względem operacyjno-strategicznym do pracy na tym stanowisku. Od 1910 francuski Sztab Generalny wypracowywał nową strategię prowadzenia wojny z Niemcami opierającą się na natychmiastowym natarciu przez Alzację i Lotaryngię. Zgodnie z nowym planem operacyjnym wojska francuskie, przeznaczone do prowadzenia natarcia na Niemcy, miały być rozwijane pomiędzy Mezier a Belford.

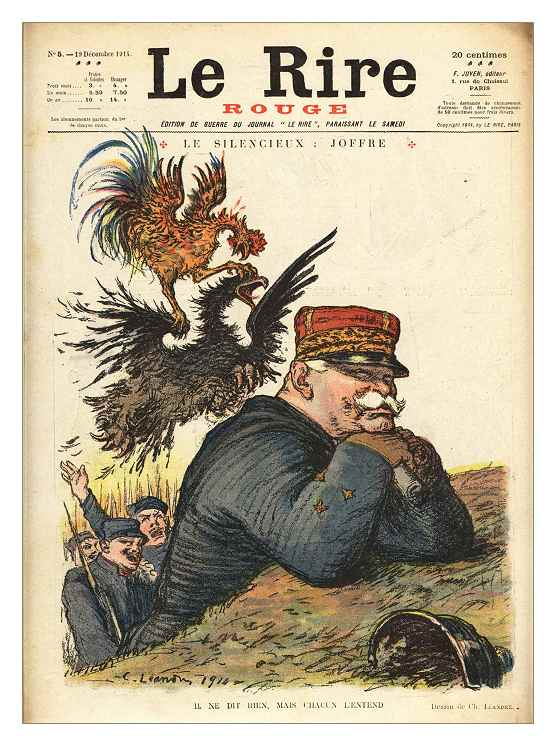
Karykatura Josepha Joffre

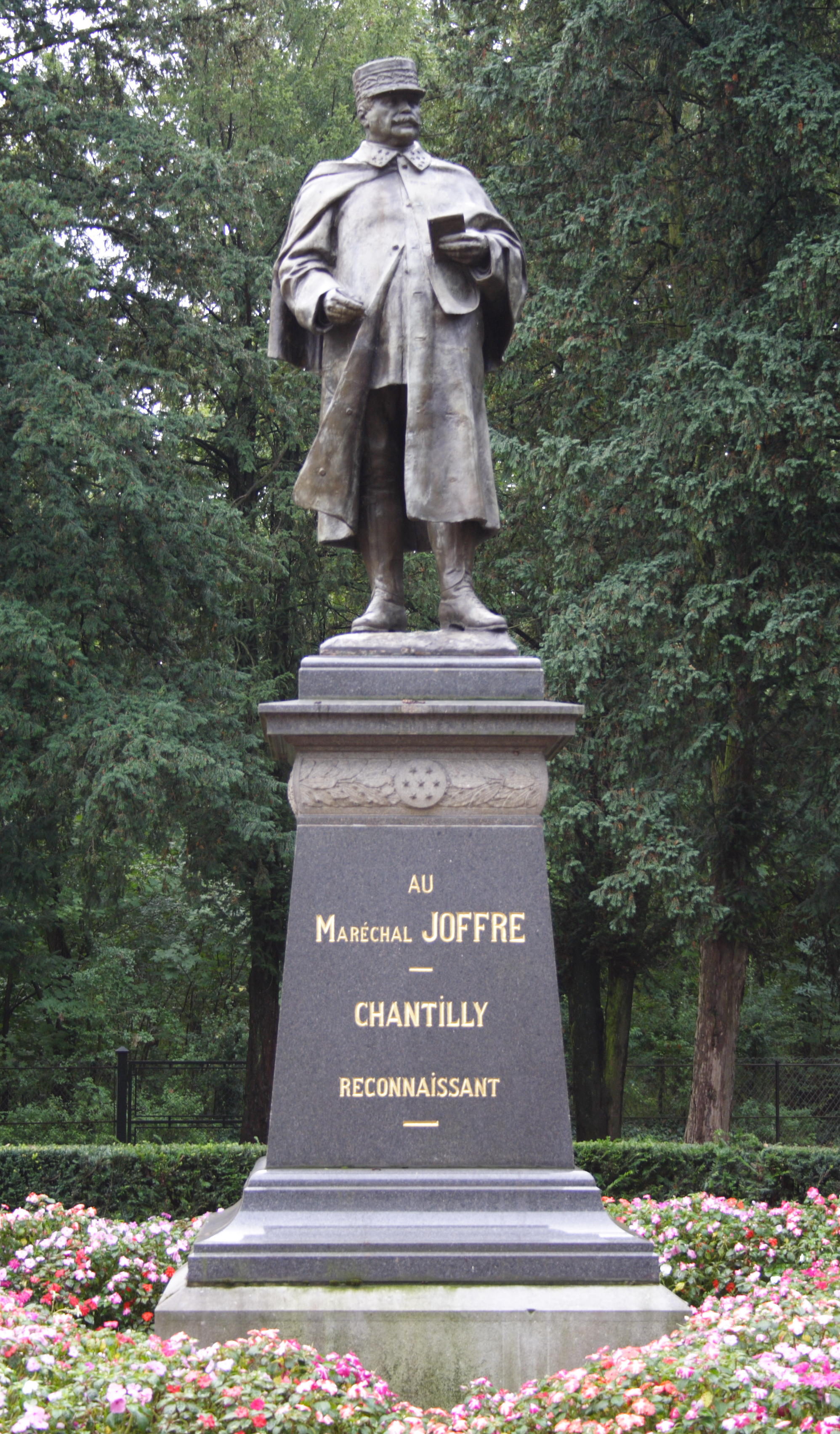
Pomnik Josepha Joffre w Chantilly

W początkowym okresie I wojny światowej gen. Joffre został wyznaczony na dowódcę Armii Północnej i Północno-Wschodniej. Wojska francuskie rozwijały się wzdłuż granicy Francji z Niemcami, Luksemburgiem i Belgią na froncie 345 km w sile 5 armii; 1 A, 2 A,3 A (4,5,6 KA, 54, 55, 56 Dywizje Rezerwowe i 7 Dywizja Kawalerii – razem 235 tys. żołnierzy i 588 dział), 4 A i 5 A a także Grupa Armijna i Korpus Kawalerii. W podporządkowaniu gen. Joffre znalazły się także związki operacyjne w Belfort (7 dywizji piechoty), Bezul (3 dywizje rezerwowe), Soissons (3 dywizje rezerwowe) i na granicy z Włochami (4 dywizje rezerwowe), oprócz tego w rezerwie głównej twierdz były 4 dywizje rezerwowe. Razem Wojska Francuskie liczyły 1727,6 tys. żołnierzy i 4080 dział (w tym ciężkich 270).
8 sierpnia 1914 roku gen. Joffre wydał dyrektywę o przejściu do operacji zaczepnej. 13 sierpnia było wiadomo, że siły niemieckie skoncentrowały się nie w rejonie Metz, a na północ od Didenhofen. Po szeregu porażek w strefie przygranicznej armia francuska rozpoczęła wycofywanie na południe. Przewidywano oddanie Paryża oraz wysadzenie fortów Verdun. Gen. Joffre proponował A. Millerand, aby ten zaproponował Radzie Ministrów pozostawić Paryż miastem otwartym, z tym że rząd miał opuścić miasto. Ta propozycja spotkała się z protestem. 25 sierpnia podjęto decyzję o sformowaniu grupy uderzeniowej w składzie: 4 A, 5 A i 6 A. Rankiem tego samego dnia minister wojny A. Messimi wydał rozkaz, że w wypadku ogólnego wycofania dla ochrony stolicy będzie sformowana Armia Specjalna, w sile 3 korpusów. Joffre przeciwstawiał się temu, ale był zmuszony, by wykonać polecenie i 30 sierpnia wydał rozkaz o przekazaniu obrony Paryża 6 Armii, która znajdowała się na skrzydle Armii Niemieckiej.
Przed bitwą nad Marną wojska niemieckie odnosiły sukcesy taktyczne na całym froncie, ale 5 września z inicjatywy Wojskowego Gubernatora Paryża gen. Gallieni 6 Armia uderzyła w skrzydło znajdującej się na skrzydle niemieckiego frontu 1 Armii Niemieckiej. Wojska niemieckie odrzuciły wojska 6 A, lecz w wyniku osłabienia wojsk niemieckich ze względu na przerzut 2 korpusów do Prus Wschodnich i natarcia innych armii francuskich i angielskiej powstała pomiędzy 1 i 2 Armiami niemieckimi luka szerokości 35–40 km, która była przykrywana tylko przez kawalerię, a w którą uderzyła 5 Armia francuska. Ta sytuacja zmusiła naczelne dowództwo niemieckie do wydania 9 września rozkazu o wycofaniu. „Cud nad Marną”, dał gen. Joffre ogromną popularność, oraz praktycznie przesądził o losach kampanii 1914 roku i całej wojny poprzez zniweczenie niemieckiego Planu Schlieffena – planu strategicznego błyskawicznego zwycięstwa Niemiec nad Francją kosztem złamania neutralności Belgii i w konsekwencji wciągnięcia w wojnę przeciw Niemcom Wielkiej Brytanii, po to by po pokonaniu Francji zwrócić wojska niemieckie przeciwko Rosji.
3 grudnia 1915 roku gen. Joffre wprowadził organ Naczelnego Dowództwa, któremu były podporządkowane wszystkie armie na wszystkich frontach.
Popularność gen. Joffre malała z biegiem dalszych działań wojennych, m.in. na skutek operacji pod Verdun, która przynosiła olbrzymie straty i nie dawała nadziei na rychłe zwycięstwo, a także niespełnienie nadziei w bitwie nad Sommą (czerwiec-listopad 1916 roku). Był zwolennikiem niepopularnej w społeczeństwie strategii wyczerpania. Oprócz tego pomiędzy Naczelnym Dowództwem z jednej strony a rządem i parlamentem z drugiej strony, dochodziło do tarć dotyczących sprawowania władzy. 
Dekretem z 12 i 13 grudnia 1916 roku gen. Joffre został wyznaczony na doradcę technicznego rządu, a gen. Robert Nivelle na naczelnego dowódcę Armii Północy i Północnego Wschodu. Przy tym gen. Joffre, jako pierwszy z francuskich generałów od czasu wojny francusko-pruskiej, został w tym samym roku mianowany na stopień marszałka Francji.
Wiosną następnego roku został oddelegowany do USA w celu uczestniczenia w organizacji Armii Stanów Zjednoczonych. W 1918 roku został członkiem Akademii Francuskiej.
Autor książki: Wspomnienia marszałka Joffre (1910–1917).

## Odznaczenia
- Krzyż Wielki Legii Honorowej (11 lipca 1914, Francja)
- Wielki Oficer Legii Honorowej (11 lipca 1909, Francja)
- Komandor Legii Honorowej (11 lipca 1903, Francja)
- Oficer Legii Honorowej (26 grudnia 1895, Francja)
- Kawaler Legii Honorowej (7 września 1885, Francja)
- Oficer Orderu Smoka Annamu (1887, Francja)
- Medal Wojskowy (Médaille militaire, 26 listopada 1914, Francja)
- Krzyż Wojenny 1914−1918 z palmą (Francja)
- Medal Kolonialny z okuciem „Sénégal–Soudan” (1894, Francja)
- Médaille commémorative de l'expédition du Tonkin 1885 (1887, Francja)
- Médaille commémorative de la guerre 1870–1871 (1871, Francja)
- Łańcuch Orderu Karola III (1919, Hiszpania)
- Order Świętego Jerzego III klasy (Imperium Rosyjskie)
- Krzyż Wielki Orderu Gwiazdy Jerzego Czarnego z Mieczami (Królestwo Serbii)
- Wielka Wstęga Orderu Alawitów (Maroko)
- Order Orła Białego (1922, Polska)
- Krzyż Srebrny Orderu Wojskowego Virtuti Militari (1921, Polska)[1]
- Krzyż Wielki Wojskowego Orderu Wieży i Miecza (1921, Portugalia)
- Krzyż Wielki Orderu Świętego Jakuba od Miecza (1918, Portugalia)
- Medal Sił Lądowych za Wybitną Służbę (Stany Zjednoczone)
- Honorowy Rycerz Krzyża Wielkiego Orderu Łaźni (Wielka Brytania)
- Order Zasługi (Order of Merit, 1919, Wielka Brytania)
- Honorowy Rycerz Krzyża Wielkiego Królewskiego Orderu Wiktoriańskiego (Wielka Brytania)